# Corrector romano
Un corrector o corrector provinciae (del verbo latino corrigere, que significa "enderezar", "situar en lo justo" o "poner en orden") fue un gobernador civil del Imperio romano tardío, responsable de la administración de una provincia romana. Inicialmente, el término designaba sólo al funcionario que acompañaba al gobernador de la provincia local, con el mandato de supervisar las ciudades libres.
El título de corrector aparece por primera vez durante el Principado, en el reinado de Trajano (98-117), extraordinariamente, para determinados funcionarios de rango senatorial, que se encargaba de investigar y reformar la administración de las provincias. Para ello, se les otorgaba un completo imperium maius, que se extendía también a los territorios normalmente exentos de la autoridad de los gobernadores provinciales del Emperador, como las ciudades libres del Oriente griego, las provincias senatoriales, o la propia Italia. El título de estos funcionarios, desde su institución hasta el final del siglo III, fue en latín legatus Augusti pro praetore [missus] ad corrigendum [ordinandum] statum, que traducido en griego es: πρεσβευτὴς καἰ ἀντιστράτηγος Σεβαστοῦ διορθωτὴς [o ἐπανορθωτὴς] (presbeutes kai antistrategos Sebastou diorthotes/epanorthotes). Desde finales del siglo III en adelante, el título se fue simplificando hasta dejarlo en corrector en latín y διορθωτὴς (o ἐπανορθωτὴς) en griego.
Con el envío de correctores a las ciudades libres griegas, así como a Italia, que como territorio metropolitano disfrutó formalmente de un estatuto diferente a las provincias romanas, comenzó un proceso de lenta degradación de su condición jurídica distinta y su asimilación gradual a las provincias "ordinarias", proceso que se completó con las reformas de Diocleciano (284-305). Así, en el inicio del siglo IV, todos los distritos italianos (y Sicilia) tenían un corrector como gobernador, aunque a mediados de siglo la mayoría fueron reemplazados por gobernadores con el rango de consularis. En la división administrativa del Imperio, conservada en la Notitia Dignitatum, los correctores mantuvieron  el rango senatorial del vir clarissimus. Los del Imperio Romano Occidental estaban clasificados entre los consulares y los praesides ordinarios, mientras que en el Imperio Romano de Oriente, se clasificaban por debajo de los praesides.
En la Notitia Dignitatum, en la división administrativa del Imperio Romano de Occidente entre 395 y 400 y el Imperio Romano de Oriente entre 395 y 420, se enumeran las siguientes provincias con correctores.:
- Apulia et Calabria, sur de Italia
- Lucania et Bruttii, sur de Italia
- Savia, en Pannonia (Balkanes)
- Augustamnica, en Egipto
- Paflagonia, en Asia Menor (Anatolia)

La región de Flaminia et Picenum estaba bajo un corrector antes del 350-352, cuando pasó a estar bajo un consular.
También se especifica el personal del corrector (officium): princeps officii, corniculario, dos tabularii, commentariensis, adiutor, ab actis, subadiuva y, finalmente, exceptores finalmente no especificados exceptores y cohortalini, es decir, personal doméstico.
Dos correctores famosos fueron Odenato y su hijo Vaballato. Cuando el emperador Valeriano fue derrotado y capturado por los partos, en el año 260 y sus sucesores carecían de la fuerza necesaria para volver a la lucha, el gobernador Settimio Odenato, defendió la frontera de oriente, creando un estado casi independiente (conocido como Imperio de Palmira), formalmente todavía dentro del Imperio Romano, y se ganó el título de corrector totius orientis, "corrector de todo el Oriente".
Cuando Odenato murió, su hijo solicitó y obtuvo, después de algunos años, el mismo título, pero más tarde se hizo llamar Augusto, por lo que el emperador Aureliano se dispuso a aplastar la rebelión, derrotando y capturando a Vaballato y a su madre Zenobia.
En varios municipia, corrector se convirtió en el título que se refería a un magistrado único permanente, cuando tradicionalmente habían existido sistemas colegiados, como el caso de dos cónsules o duumviri, siendo atestiguado por fuentes bizantinas del siglo VII que reconocen esto hasta en trece ciudades de la provincia egipcia de Augustamnica Prima.